# Marcello Semeraro
Marcello Semeraro   (Monteroni di Lecce, 22 de desembre de 1947) és un cardenal i arquebisbe catòlic italià, des del 15 d'octubre de 2020 prefecte de la Congregació per a les Causes dels Sants.

## Biografia
Marcello Semeraro va néixer el 22 de desembre de 1947 a Monteroni di Lecce, província i arxidiòcesi de Lecce.

### Formació i ministeri sacerdotal
Va assistir primer al seminari diocesà de Lecce i després al regional de Molfetta. Va obtenir, doncs, la llicenciatura i el doctorat en teologia per la Universitat Pontifícia Lateranense.
Va rebre l'ordinació sacerdotal el 8 de setembre de 1971, esdevenint sacerdot de la seu metropolitana de Lecce a l'edat de 23 anys. Després de la seva ordenació fou vicerector primer del seminari de Lecce, i després del de Molfetta. A l'arxidiòcesi va ser vicari episcopal dels laics i del sínode diocesà.
Professor d'eclesiologia a la Universitat Pontifícia Lateranense de Roma.

### Ministeri episcopal i cardenalat

#### Bisbe d'Oria
El 25 de juliol de 1998, el papa Joan Pau II el va nomenar, als cinquanta anys, bisbe d'Oria; va succeir a mossèn Armando Franco, que va morir el 15 de desembre de 1997. Va rebre la consagració episcopal el 29 de setembre següent, a la plaça davant la catedral de Lecce, per imposició de les mans de monsenyor Cosmo Francesco Ruppi, arquebisbe metropolità de Lecce, assistit pels co-consagrants monsenyor Domenico Caliandro, bisbe d'Ugento-Santa Maria di Leuca, i Donato Negro, bisbe de Molfetta-Ruvo-Giovinazzo-Terlizzi; prengué possessió solemnement de la diòcesi, a la catedral basílica d'Oria, el 10 d'octubre següent.
El 15 de març de 2001 el pontífex el va escollir secretari especial de la X Assemblea General Ordinària del Sínode dels Bisbes, celebrada a la Ciutat del Vaticà del 30 de setembre al 6 de novembre del mateix any, amb el tema El bisbe: servidor de l'Evangeli de Jesucrist per l'esperança del món; el 2 d'octubre, durant l'assemblea, va ser rebut en audiència pel papa. Juntament amb els seus fidels de la diòcesi d'Oria, va tornar a pelegrinar a Roma el 26 de gener de 2002.
El 17 d'octubre de 2003 va intervenir a la conferència de presentació de l'exhortació apostòlica postsinodal Pastores Gregis, juntament amb els cardenals Jan Pieter Schotte, CICM, secretari general del Sínode, i Jorge Mario Bergoglio, arquebisbe metropolità de Buenos Aires i conferenciant adjunt.
El 28 d'abril de 2004 va tornar a pelegrinar a Roma, juntament amb els fidels de Manduria.

### Bisbe d'Albano
L'1 d'octubre de 2004, el papa Wojtyła el va nomenar, de cinquanta-sis anys, bisbe d'Albano; va succeir a Agostino Vallini, nomenat prefecte del Tribunal Suprem de la Signatura Apostòlica el 27 de maig anterior. Va prendre possessió de la seu suburbicaria, a la catedral de San Pancraç, el 27 de novembre següent. L'1 de desembre del mateix any va anar de nou al Vaticà amb els seus fidels per assistir a l'audiència general del Papa.
Va ser conseller de la Congregació per al Clergat i, a la CEI, membre de la Comissió Episcopal per a la doctrina de la fe, l'anunci i la catequesi.
El 16 de gener de 2007, com a membre de la Comissió Episcopal per a la doctrina de la fe, l'anunci i la catequesi, va participar en un seminari sobre el tema del «primer anunci» organitzat a Roma pel CEI.
El 4 de maig de 2007 va ser elegit president de Nuova Avvenire Editoriale per la junta d'accionistes, en substitució del cardenal arquebisbe de Gènova Angelo Bagnasco, elegit president de la Conferència Episcopal Italiana.
El novembre de 2007 va ser al centre de la polèmica a nivell nacional per la destitució de tres monges al servei de la parròquia de Sants Pere i Pau d'Aprilia, que s'havien negat a assistir l'ancià rector a canvi d'un sou de 800 euros mensuals que es repartiran entre ells tres. La Cúria Episcopal va donar explicacions sobre l'assumpte, denunciant un "exageració mediàtica" i una referència incorrecta dels fets.
El 31 de gener de 2009, el papa Benet XVI el va nomenar membre de la Congregació per a les Causes dels Sants per un mandat renovable de cinc anys. El juny de 2010 va esdevenir president de la Comissió Episcopal per a la doctrina de la fe, l'anunci i la catequesi.
El 13 d'abril de 2013, el papa Francesc el va nomenar, de 65 anys, secretari del Consell de Cardenals, cridat a assessorar-lo en el govern de l'Església universal i a estudiar un projecte de revisió de la cúria pontifícia. El 4 de novembre següent el mateix pontífex el va cridar per ocupar el càrrec d'administrador apostòlic ad nutum Sanctae Sedis de l'abadia territorial de Santa Maria di Grottaferrata, després de la renúncia per límit d'edat de l'abat de setanta-cinc anys, Emiliano Fabbricato, OSBI.
L'octubre de 2014 va confirmar les directrius pastorals adoptades pel seu predecessor Mons. Dante Bernini davant la Fraternitat Sacerdotal Sant Pius X, és a dir, la prohibició de participar en la missa celebrada o de rebre els sagraments dels seus ministres, per no "trencar la comunió amb l'Església catòlica". Posteriorment, el 4 d'abril de 2016 va ser nomenat delegat pontifici de l'Orde Basilià italià de Grottaferrata.
L'any 2015, entre el 4 i el 25 d'octubre, va participar en la XIV assemblea ordinària del Sínode dels Bisbes, com a membre designat pel Papa Francesc.
El 13 de juliol de 2016 va ser nomenat membre de la Secretaria de Comunicació, que el 23 de juny de 2018 va prendre la denominació de Dicasteri per a la Comunicació, per un mandat renovable de cinc anys. A més, el 14 de setembre de 2019, també va esdevenir consultor de la Congregació per a les Esglésies Orientals.

#### Prefecte de la Congregació per a les Causes dels Sants
El 15 d'octubre de 2020, amb gairebé setanta-tres anys, va ser nomenat prefecte de la Congregació per a les Causes dels Sants ei elevat a la dignitat d'arquebisbe; va succeir al cardenal Giovanni Angelo Becciu, associat a l'escàndol de la compra d'una propietat de luxe de 200 milions d'euros a Londres. Al mateix temps va deixar la direcció de la diòcesi d'Albano, romanent administrador apostòlic fins al nomenament d'un successor, i el càrrec de secretari del Concili de cardenals.
El 25 d'octubre següent, durant l'Àngelus, el papa Francesc va anunciar la seva creació com a cardenal en el consistori del 28 de novembre següent, durant el qual va rebre la diacònia de Santa Maria in Domnica. Va prendre possessió del mateix en una celebració que va tenir lloc el 28 de novembre de 2021.
El 16 de desembre va ser nomenat membre de la Congregació per a les Esglésies Orientals i del Dicasteri per a la Comunicació.

## Escut d'armes

### Descripció
D'or, amb faixa blava, carregada per una estrella de vuit puntes i acompanyada de set flames de color vermell, disposades 4 al capdavant, 2 i 1 a la punta.

### Significat
La imatge de les set flames recorda els dons de l'Esperit Sant, mentre que l'estrella de vuit puntes és l'emblema de la Mare de Déu, plena de gràcia i temple de l'Esperit Sant, icona, al cel, de l'Església en el seu compliment i, a la terra, signe de consol i esperança segura per al poble pelegrí de Déu [26].
El color de la banda és el blau, símbol de la incorruptibilitat del cel, dels ideals que s'eleven cap amunt; representa el despreniment dels valors terrenals i l'ascens de l'ànima cap a Déu. El camp de l'escut és d'or, el primer entre els metalls nobles, per tant símbol de la primera entre les Virtuts teològiques: la fe, gràcies a la qual podem aprofitar l'energia salvadora que l'Esperit ens envia amb els seus set dons.

### Lema
El lema que apareix a l'escut és: In Spiritu seminare, extret d'una carta de l'apòstol sant Pau (Gal 6,8), amb la qual el bisbe espera que el seu ministeri sigui en benefici del poble de Déu, per a l'edificació de l'Església.

## Honors
Comandant amb placa (Gran Oficial) de l'Ordre Eqüestre del Sant Sepulcre de Jerusalem
  Comandant de l'Ordre del Servei Fidel (Romania)

## Obres
- Figure di prete, Lecce, Edinova, 1996.
- Mistero, comunione e missione - Manuale di ecclesiologia, Bologna, EDB, 2008. ISBN 978-88-10-40544-4.
- Prima è la misericordia, Albano Laziale, Mither Thev, 2015. ISBN 978-88-99202-04-0.